# Campeonato Europeo de Lucha
El Campeonato Europeo de Lucha es la competición del deporte de lucha más importante a nivel europeo. Es organizado desde 1911 por la Federación Internacional de Luchas Asociadas (FILA). Actualmente se realiza cada año.

## Ediciones
| Núm.    | Año  | Lucha grecorromana              | Lucha libre masculina       | Lucha libre femenina       |
| ------- | ---- | ------------------------------- | --------------------------- | -------------------------- |
| I       | 1911 | Budapest ( Hungría)             | —                           | —                          |
| II      | 1921 | Offenbach · ( Alemania)         | —                           | —                          |
| III     | 1924 | Neunkirchen · ( Alemania)       | —                           | —                          |
| IV      | 1925 | Milán ( Italia)                 | —                           | —                          |
| V       | 1926 | Riga ( Letonia)                 | —                           | —                          |
| VI      | 1927 | Budapest ( Hungría)             | —                           | —                          |
| VII     | 1929 | Dortmund · ( Alemania)          | París ( Francia)            | —                          |
| VIII    | 1930 | Estocolmo · ( Suecia)           | Bruselas · ( Bélgica)       | —                          |
| IX      | 1931 | Praga ( Checoslovaquia)         | Budapest ( Hungría)         | —                          |
| X       | 1933 | Helsinki · ( Finlandia)         | París ( Francia)            | —                          |
| XI      | 1934 | Roma ( Italia)                  | Estocolmo · ( Suecia)       | —                          |
| XII     | 1935 | Copenhague ( Dinamarca)         | Bruselas · ( Bélgica)       | —                          |
| XIII    | 1937 | París ( Francia)                | Múnich ( Alemania)          | —                          |
| XIV     | 1938 | Tallin ( Estonia)               | —                           | —                          |
| XV      | 1939 | Oslo · ( Noruega)               | —                           | —                          |
| XVI     | 1946 | —                               | Estocolmo · ( Suecia)       | —                          |
| XVII    | 1947 | Praga ( Checoslovaquia)         | —                           | —                          |
| XVIII   | 1949 | —                               | Estambul ( Turquía)         | —                          |
| XIX     | 1966 | Essen ( RFA)                    | Karlsruhe ( RFA)            | —                          |
| XX      | 1967 | Minsk ( URSS)                   | Estambul ( Turquía)         | —                          |
| XXI     | 1968 | Västerås · ( Suecia)            | Skopie ( Yugoslavia)        | —                          |
| XXII    | 1969 | Modena · ( Italia)              | Sofía ( Bulgaria)           | —                          |
| XXIII   | 1970 | Berlín Oriental ( RDA)          | Berlín Oriental ( RDA)      | —                          |
| XXIV    | 1972 | Katowice · ( Polonia)           | Katowice · ( Polonia)       | —                          |
| XXV     | 1973 | Helsinki · ( Finlandia)         | Lausana · ( Suiza)          | —                          |
| XXVI    | 1974 | Madrid ( España)                | Madrid ( España)            | —                          |
| XXVII   | 1975 | Ludwigshafen ( RFA)             | Ludwigshafen ( RFA)         | —                          |
| XXVIII  | 1976 | Leningrado ( URSS)              | Leningrado ( URSS)          | —                          |
| XXIX    | 1977 | Bursa ( Turquía)                | Bursa ( Turquía)            | —                          |
| XXX     | 1978 | Sofía ( Bulgaria)               | Sofía ( Bulgaria)           | —                          |
| XXXI    | 1979 | Bucarest ( Rumania)             | Bucarest ( Rumania)         | —                          |
| XXXII   | 1980 | Prievidza ( Checoslovaquia)     | Prievidza ( Checoslovaquia) | —                          |
| XXXIII  | 1981 | Gotemburgo · ( Suecia)          | Łódź · ( Polonia)           | —                          |
| XXXIV   | 1982 | Varna ( Bulgaria)               | Varna ( Bulgaria)           | —                          |
| XXXV    | 1983 | Budapest · ( Hungría)           | Budapest · ( Hungría)       | —                          |
| XXXVI   | 1984 | Jönköping · ( Suecia)           | Jönköping · ( Suecia)       | —                          |
| XXXVII  | 1985 | Leipzig ( RDA)                  | Leipzig ( RDA)              | —                          |
| XXXVIII | 1986 | El Pireo · ( Grecia)            | El Pireo · ( Grecia)        | —                          |
| XXXIX   | 1987 | Tampere · ( Finlandia)          | Veliko Tarnovo ( Bulgaria)  | —                          |
| XL      | 1988 | Kolbotn · ( Noruega)            | Mánchester ( Reino Unido)   | Dijon ( Francia)           |
| XLI     | 1989 | Oulu · ( Finlandia)             | Ankara ( Turquía)           | —                          |
| XLII    | 1990 | Poznań · ( Polonia)             | Poznań · ( Polonia)         | —                          |
| XLIII   | 1991 | Aschaffenburg · ( Alemania)     | Stuttgart · ( Alemania)     | —                          |
| XLIV    | 1992 | Copenhague ( Dinamarca)         | Kaposvár · ( Hungría)       | —                          |
| XLV     | 1993 | Estambul ( Turquía)             | Estambul ( Turquía)         | Ivánovo · ( Rusia)         |
| XLVI    | 1994 | Atenas · ( Grecia)              | Roma · ( Italia)            | —                          |
| XLVII   | 1995 | Besanzón ( Francia)             | Friburgo · ( Alemania)      | —                          |
| XLVIII  | 1996 | Budapest · ( Hungría)           | Budapest · ( Hungría)       | Oslo · ( Noruega)          |
| XLIX    | 1997 | Kouvola · ( Finlandia)          | Varsovia · ( Polonia)       | Varsovia · ( Polonia)      |
| L       | 1998 | Minsk · ( Bielorrusia)          | Bratislava · ( Eslovaquia)  | Bratislava · ( Eslovaquia) |
| LI      | 1999 | Sofía ( Bulgaria)               | Minsk · ( Bielorrusia)      | Götzis · ( Austria)        |
| LII     | 2000 | Moscú · ( Rusia)                | Budapest · ( Hungría)       | Budapest · ( Hungría)      |
| LIII    | 2001 | Estambul ( Turquía)             | Budapest · ( Hungría)       | Budapest · ( Hungría)      |
| LIV     | 2002 | Seinäjoki · ( Finlandia)        | Bakú ( Azerbaiyán)          | Seinäjoki · ( Finlandia)   |
| LV      | 2003 | Belgrado ( Serbia y Montenegro) | Riga ( Letonia)             | Riga ( Letonia)            |
| LVI     | 2004 | Haparanda · ( Suecia)           | Ankara ( Turquía)           | Haparanda · ( Suecia)      |
| LVII    | 2005 | Varna ( Bulgaria)               | Varna ( Bulgaria)           | Varna ( Bulgaria)          |
| LVIII   | 2006 | Moscú · ( Rusia)                | Moscú · ( Rusia)            | Moscú · ( Rusia)           |
| LIX     | 2007 | Sofía ( Bulgaria)               | Sofía ( Bulgaria)           | Sofía ( Bulgaria)          |
| LX      | 2008 | Tampere · ( Finlandia)          | Tampere · ( Finlandia)      | Tampere · ( Finlandia)     |
| LXI     | 2009 | Vilna · ( Lituania)             | Vilna · ( Lituania)         | Vilna · ( Lituania)        |
| LXII    | 2010 | Bakú ( Azerbaiyán)              | Bakú ( Azerbaiyán)          | Bakú ( Azerbaiyán)         |
| LXIII   | 2011 | Dortmund · ( Alemania)          | Dortmund · ( Alemania)      | Dortmund · ( Alemania)     |
| LXIV    | 2012 | Belgrado ( Serbia)              | Belgrado ( Serbia)          | Belgrado ( Serbia)         |
| LXV     | 2013 | Tiflis ( Georgia)               | Tiflis ( Georgia)           | Tiflis ( Georgia)          |
| LXVI    | 2014 | Vantaa · ( Finlandia)           | Vantaa · ( Finlandia)       | Vantaa · ( Finlandia)      |
| —       | 2015 | —                               | —                           | —                          |
| LXVII   | 2016 | Riga ( Letonia)                 | Riga ( Letonia)             | Riga ( Letonia)            |
| LXVIII  | 2017 | Novi Sad ( Serbia)              | Novi Sad ( Serbia)          | Novi Sad ( Serbia)         |
| LXIX    | 2018 | Kaspisk · ( Rusia)              | Kaspisk · ( Rusia)          | Kaspisk · ( Rusia)         |
| LXX     | 2019 | Bucarest · ( Rumania)           | Bucarest · ( Rumania)       | Bucarest · ( Rumania)      |
| LXXI    | 2020 | Roma · ( Italia)                | Roma · ( Italia)            | Roma · ( Italia)           |
| LXXII   | 2021 | Varsovia · ( Polonia)           | Varsovia · ( Polonia)       | Varsovia · ( Polonia)      |
| LXXIII  | 2022 | Budapest · ( Hungría)           | Budapest · ( Hungría)       | Budapest · ( Hungría)      |
| LXXIV   | 2023 | Zagreb · ( Croacia)             | Zagreb · ( Croacia)         | Zagreb · ( Croacia)        |
| LXXV    | 2024 | Bucarest · ( Rumania)           | Bucarest · ( Rumania)       | Bucarest · ( Rumania)      |
| LXXVI   | 2025 | Bratislava · ( Eslovaquia)      | Bratislava · ( Eslovaquia)  | Bratislava · ( Eslovaquia) |

1. ↑  No realizado a causa de los I Juegos Europeos.

## Medallero histórico
- Actualizado a Bratislava 2025.

| Núm. | País                | Oro  | Plata | Bronce | Total |
| ---- | ------------------- | ---- | ----- | ------ | ----- |
| 1    | Rusia               | 487  | 206   | 220    | 913   |
| 2    | Bulgaria            | 147  | 152   | 158    | 457   |
| 3    | Turquía             | 118  | 103   | 156    | 377   |
| 4    | Alemania            | 90   | 140   | 169    | 399   |
| 5    | Suecia              | 83   | 76    | 72     | 231   |
| 6    | Hungría             | 67   | 95    | 124    | 286   |
| 7    | Ucrania             | 67   | 90    | 131    | 288   |
| 8    | Azerbaiyán          | 66   | 52    | 98     | 216   |
| 9    | Polonia             | 38   | 66    | 112    | 216   |
| 10   | Finlandia           | 36   | 35    | 46     | 117   |
| 11   | Armenia             | 36   | 30    | 42     | 108   |
| 12   | Georgia             | 34   | 50    | 89     | 173   |
| 13   | Rumania             | 32   | 79    | 95     | 206   |
| 14   | Francia             | 28   | 32    | 71     | 131   |
| 15   | Bielorrusia         | 22   | 58    | 74     | 154   |
| 16   | Serbia              | 16   | 24    | 28     | 68    |
| 17   | Noruega             | 13   | 18    | 20     | 51    |
| 18   | Grecia              | 9    | 20    | 28     | 57    |
| 19   | Italia              | 9    | 15    | 41     | 65    |
| 20   | Moldavia            | 9    | 15    | 30     | 54    |
| 21   | Suiza               | 8    | 14    | 10     | 32    |
| 22   | Eslovaquia          | 7    | 5     | 11     | 23    |
| 23   | Estonia             | 6    | 14    | 12     | 32    |
| 24   | República Checa     | 5    | 15    | 40     | 60    |
| 25   | Austria             | 5    | 7     | 10     | 22    |
| 26   | Letonia             | 5    | 5     | 7      | 17    |
| 27   | Bélgica             | 4    | 11    | 5      | 20    |
| 28   | Dinamarca           | 4    | 7     | 4      | 15    |
| 29   | Albania             | 2    | 3     | 3      | 8     |
| 30   | Macedonia del Norte | 2    | 0     | 5      | 7     |
| 31   | San Marino          | 1    | 3     | 1      | 5     |
| 32   | Egipto              | 1    | 1     | 2      | 4     |
| 33   | Israel              | 0    | 6     | 5      | 11    |
| 34   | Reino Unido         | 0    | 4     | 4      | 8     |
| 35   | Irán                | 0    | 4     | 1      | 5     |
| 36   | Lituania            | 0    | 2     | 7      | 9     |
| 37   | España              | 0    | 1     | 6      | 7     |
| 38   | Países Bajos        | 0    | 1     | 4      | 5     |
| 39   | Mónaco              | 0    | 1     | 0      | 1     |
| 40   | Croacia             | 0    | 0     | 8      | 8     |
| 41   | Eslovenia           | 0    | 0     | 1      | 1     |
|      | TOTAL               | 1457 | 1460  | 1950   | 4867  |

1. ↑  Incluye las medallas obtenidas por la URSS y la CEI.
2. ↑  Incluye las medallas obtenidas por la RFA y la RDA entre 1949 y 1990.
3. ↑  Incluye las medallas obtenidas por la RFS de Yugoslavia, la RF de Yugoslavia y Serbia y Montenegro.
4. ↑  Incluye las medallas obtenidas por Checoslovaquia.
5. 1 2  En los campeonatos de 1947 y 1949 se permitió la participación de países no europeos.